# Niederwallufer Bucht
Die Niederwallufer Bucht ist ein Naturschutzgebiet am Rhein zwischen Walluf und Wiesbaden-Schierstein im deutschen Bundesland Hessen.

## Lage
Das 13 Hektar große Schutzgebiet liegt am orographisch rechten Nordufer des Rheins im Naturraum Ingelheimer Rheinebene. Der westliche Teil des Gebiets liegt in Niederwalluf (Rheingau-Taunus-Kreis), während der östliche Teil zum Wiesbadener Stadtteil Schierstein gehört, beides Weinorte im Rheingau. Die Bucht ist eine Stillwasserzone, die durch einen Leitdamm vom Hauptstrom des Rheins getrennt ist, und an deren westlichen Ende der kleine Hafen Niederwalluf liegt. Nördlich des Naturschutzgebiets verläuft ein Damm mit einem Fuß- und Radweg, und dahinter liegt das Wasserwerk Schierstein. Östlich befindet sich die Bauernaue und der Schiersteiner Hafen. Auf der gegenüberliegenden Rheinseite befindet sich Budenheim.

## Naturschutz
Ziel des Naturschutzgebietes ist es, die im Naturraum Ingelheimer Rheinebene vorhandenen naturnahen Rheinufer- und Weichholzauen zu erhalten. Der Uferbereich der Stillwasserzone dient als Brut-, Nahrungs- und Rastbiotop für Vögel und Laichgebiet für Krautlaicher und kleine Fische.

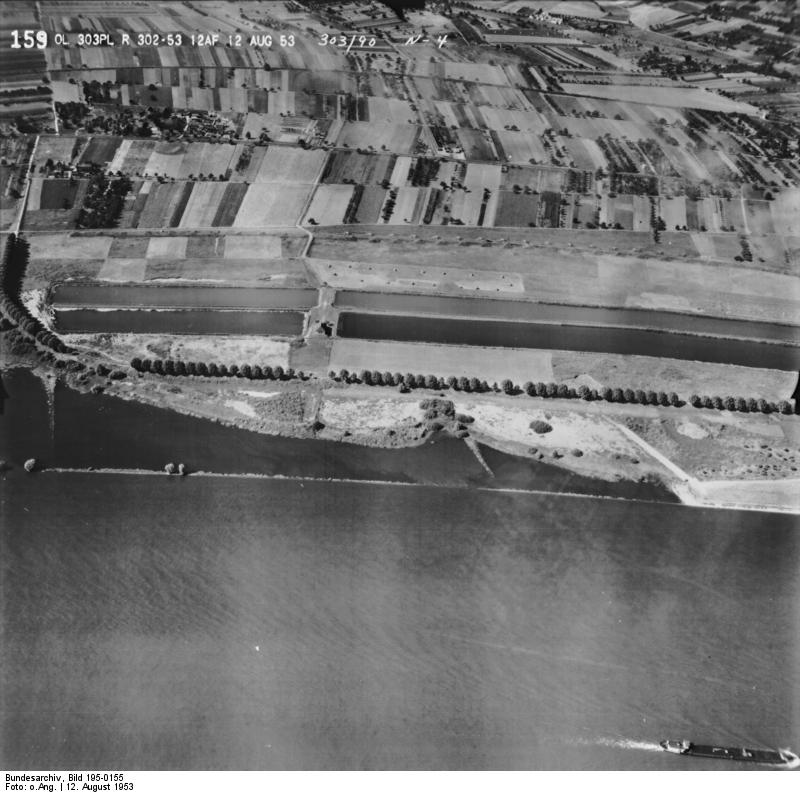
Luftbild von 1953, noch ohne Baumbestand
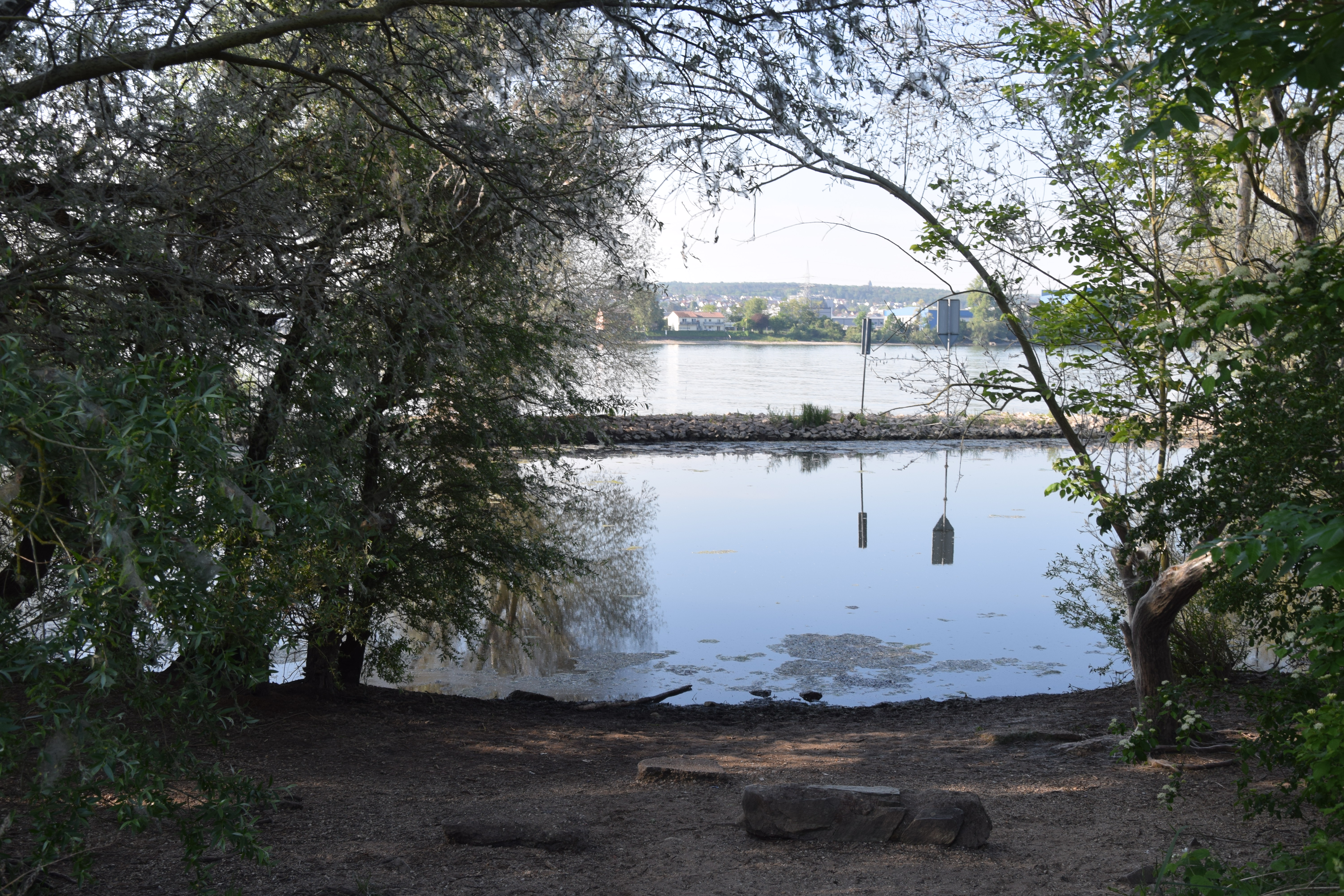
Im Vordergrund die Bucht, dahinter der Rhein
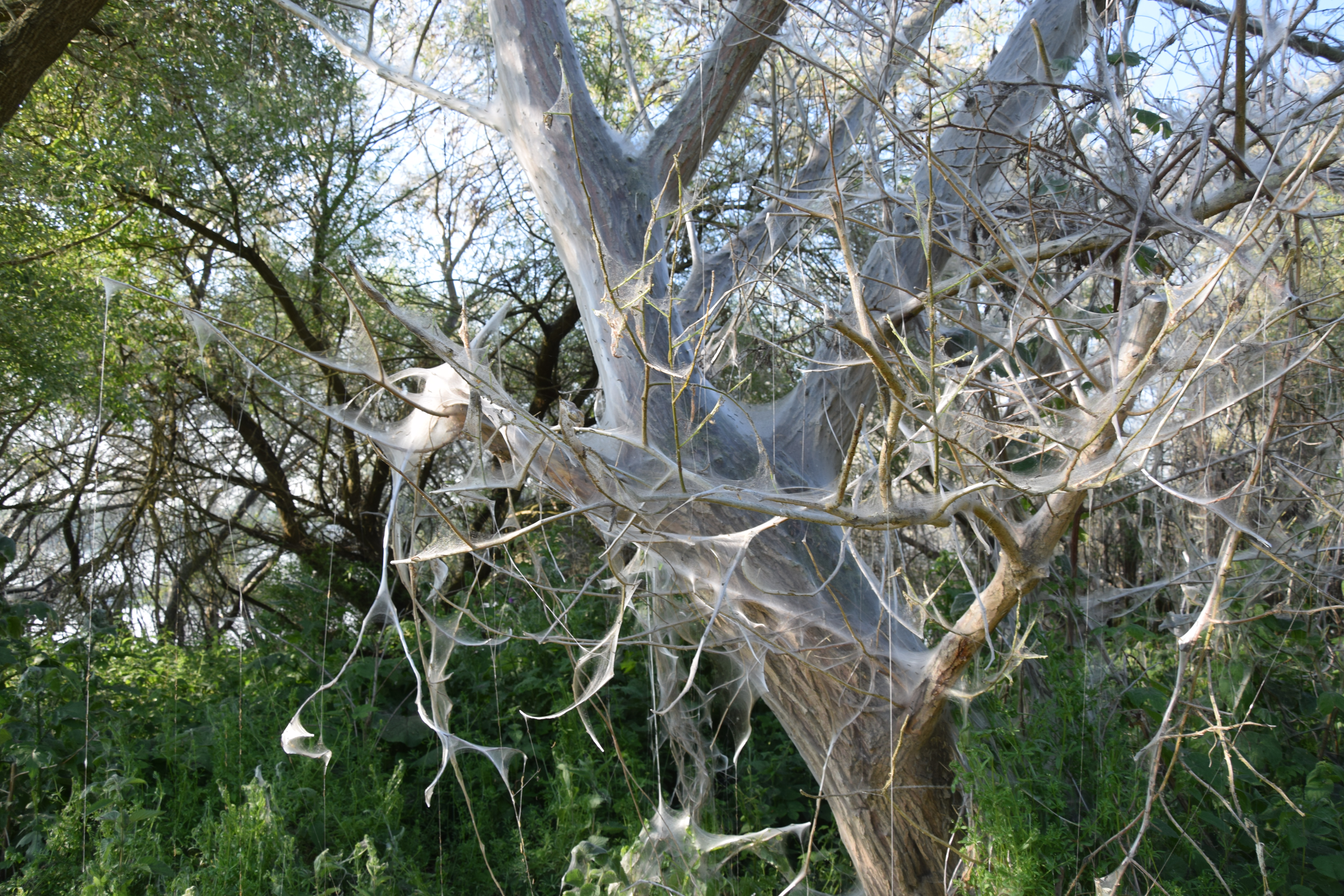
Eingesponnener Baum
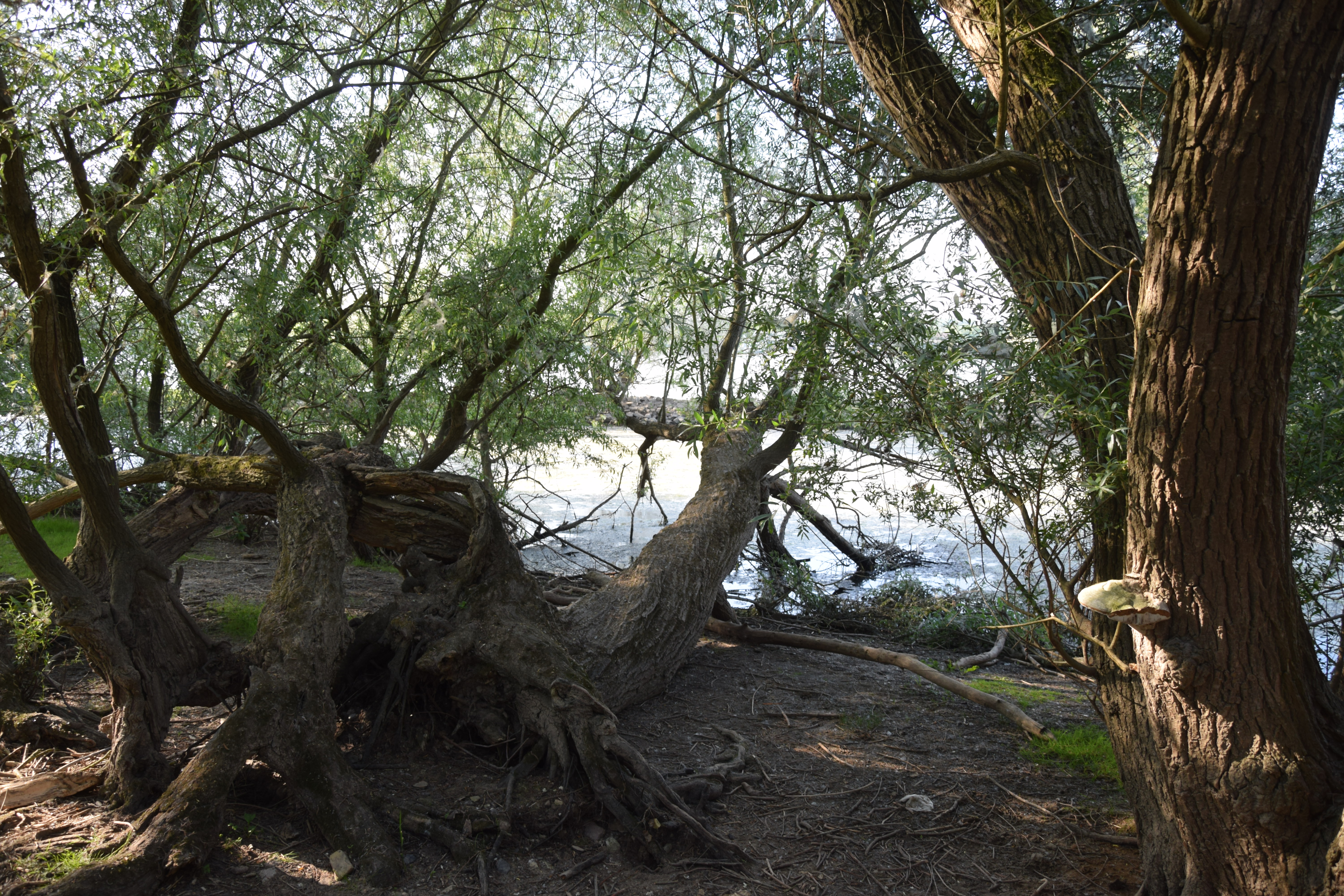
Umgestürzte Bäume am Ufer
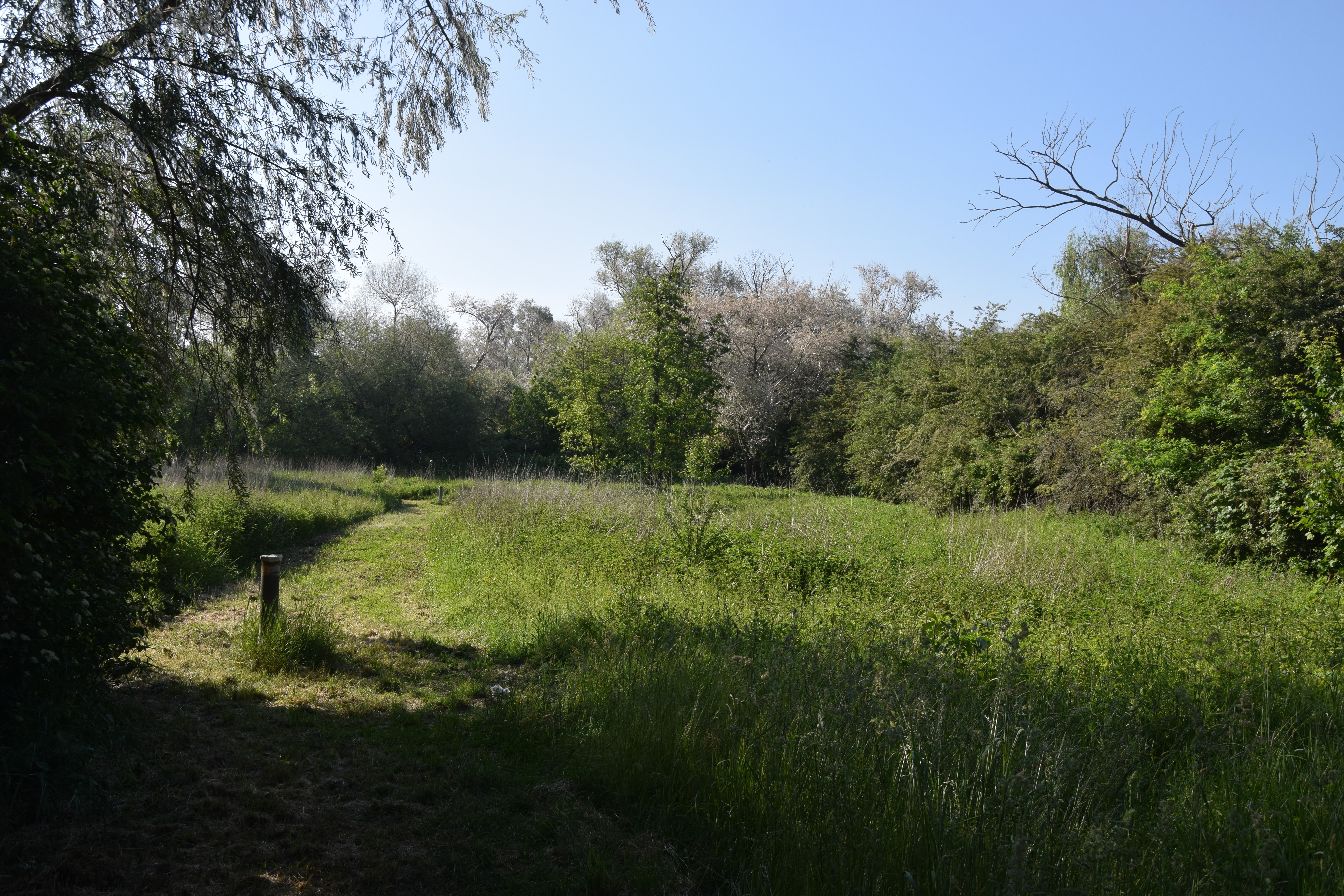
Wiese im Naturschutzgebiet
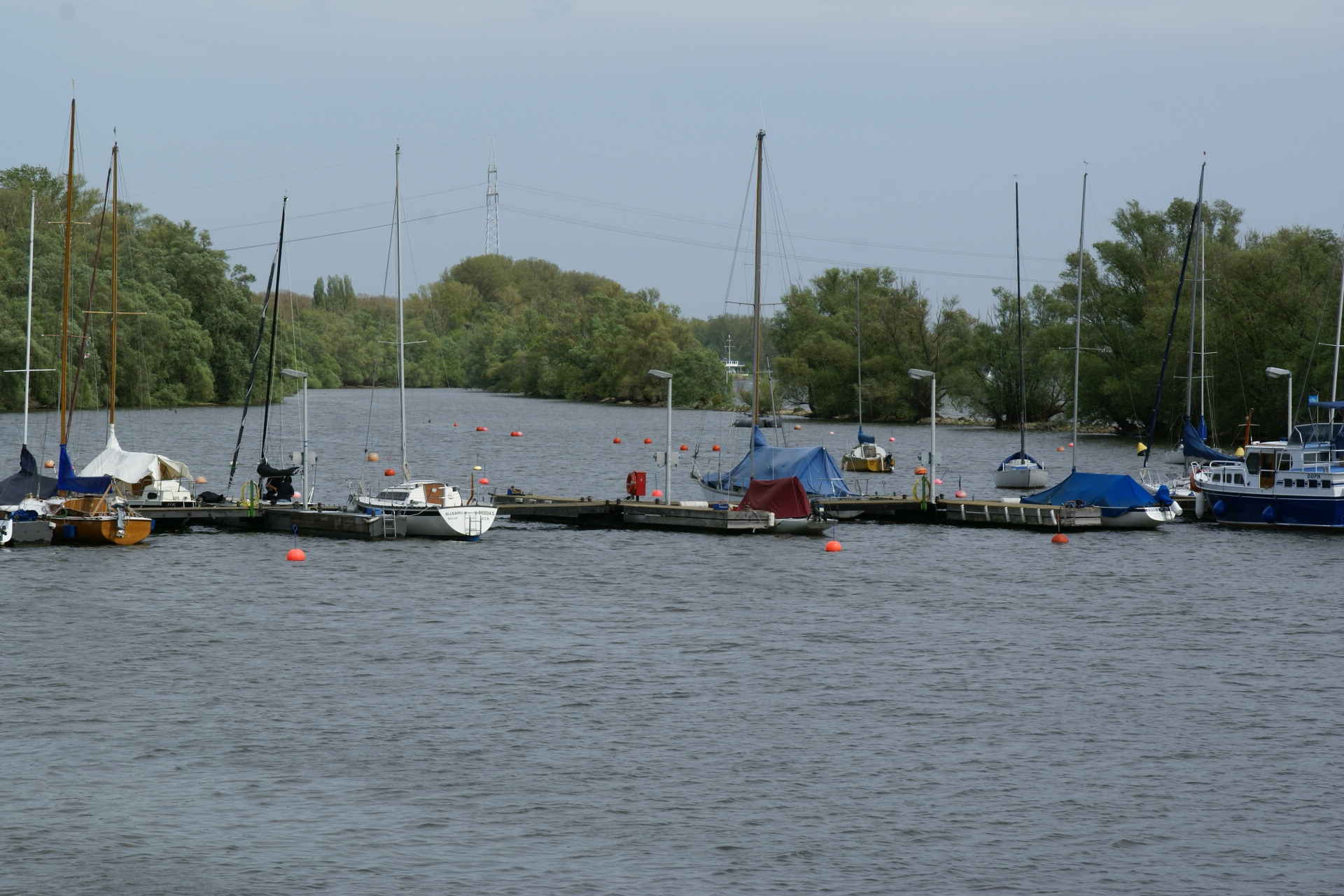
Niederwallufer Hafen, im Hintergrund das Naturschutzgebiet